# Mahatma

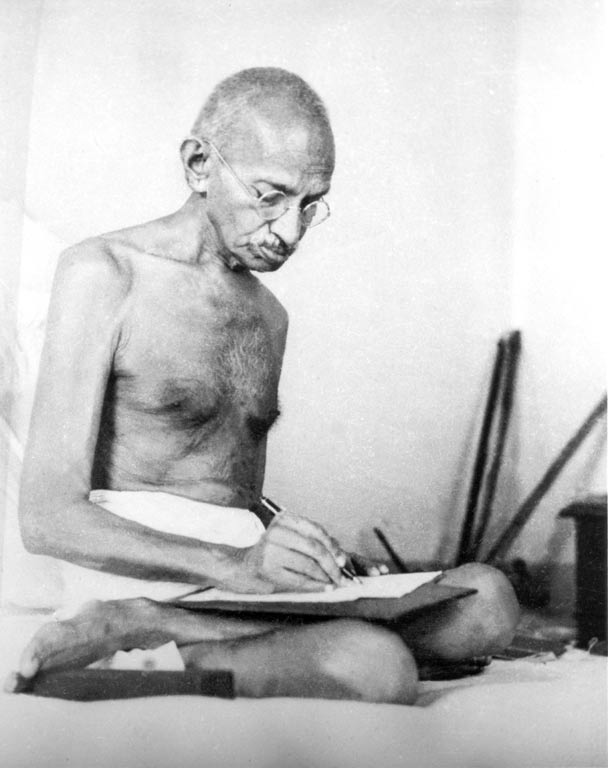
Gandhi rédige un document à Birla House, Mumbai, août 1942

Mahatma signifie en sanskrit « Grande âme » (महात्मा mahātmā : महा mahā (grande) + आत्मं ou आत्मन् ātman [âme]).
Cette épithète est communément attribuée à des personnalités comme Mohandas Karamchand Gandhi et Jyotirao Phule, en reconnaissance de leur sainteté. 
De nombreuses sources, tel que Rabindranath Tagore : An Anthology de Dutta and Robinson, racontent que c'est Rabindranath Tagore qui le premier accorda le titre à Gandhi.  D'autres sources mentionnent que ce titre a d'abord été donné à Gandhi le 21 janvier 1915 par Nautamlal Bhagavanji Mehta (en) à l'école Kamribai de Jetpur. D'autres encore considèrent que ce fut Annie Besant, qui alors dirigeait la Société théosophique.
Le mot a été utilisé par la Société théosophique à la fin du XIXe siècle quand sa fondatrice Helena Blavatsky clama que ses enseignants étaient des adeptes ou Mahatmas qui résidaient au Tibet et appartenaient à une Grande Loge Blanche.

## Hindouisme
Le terme de Mahatma est, dans l'hindouisme, la désignation usuelle et un titre honorifique pour un yogi (sannyasin), un saint ou tout personnage tenu en haute estime pour sa générosité et son renoncement, ainsi que ceux ayant une très haute conscience et manifestant des dons et savoirs innés .
Le Mahatma est donc une « grande âme », un sage qui identifie sa vie à celle de toutes les autres créatures, dont la compassion est infinie et identifiant son Soi au Brahman ; il a détruit son ego et vit sans être soumis aux flux mentaux qui conduisent à s'enchaîner au cycle des réincarnations ; dans les Upanishad, on le décrit comme un saint dans la plénitude, libéré de ses conditionnements, ami de tous :

« Le sage à la grande âme, le Mahatma dont l'esprit est saisi de la certitude « je suis la Totalité », ne renaîtra plus jamais ni ne connaîtra de nouveau le goût de la souffrance. (...) Pour tous ceux qui vivent en grandes âmes, l'humanité entière ne constitue qu'une seule famille. Réfugie-toi en cet état de liberté vis-à-vis de toutes les considérations du monde, par-delà la vieillesse et la mort, là où toutes les constructions mentales sont taries, où nul attachement ne peut trouver un point d'ancrage. Cet état est celui de Brahman, d'une pureté absolue, au-delà de l'inextinguible avidité comme de la souffrance. »

— Maha Upanishad, chapitre VI, 60, 72-73 (Sama-Véda).

## Société théosophique
Helena Blavatsky définit un Mahatma comme « un personnage qui, par un entraînement et une éducation spéciale, a développé des facultés supérieures et a atteint un niveau de connaissance spirituelle que l'humanité, dans son ensemble, n'acquerra qu'après de nombreuses réincarnations durant le processus de l'évolution cosmique. ». Le terme est aussi utilisé par cette société pour se référer à des initiés ou « adeptes du plus haut rang », arhat en sanscrit

### Critique
Selon René Guénon les noms des Mahatmas cités par la Société théosophique (Koot Hoomi, Djwal Khul) sont extraits des écritures traditionnelles orientales pour entretenir la confusion et créer un semblant de véridicité : « Si les soi-disant « Mahâtmâs » ont été inventés, ce qui ne fait pour nous aucun doute, non seulement ils l’ont été pour servir de masque aux influences qui agissaient effectivement derrière Mme Blavatsky, mais encore cette invention a été conçue d’après un modèle préexistant. Les théosophistes présentent volontiers les « Mahâtmâs » comme les successeurs des Rishis de l’Inde védique et des Arhats du Bouddhisme primitif ; sur les uns et les autres, ils ne savent d’ailleurs pas grand-chose, mais l’idée très fausse qu’ils s’en forment a bien pu, en effet, fournir quelques-uns des traits qu’ils prêtent à leurs « Maîtres ». »

## Ouvrages
- Dutta, Krishna and Andrew Robinson. Rabindranath Tagore: An Anthology. Picador/Macmillan: London, 1997.